# Ciudad dormitorio

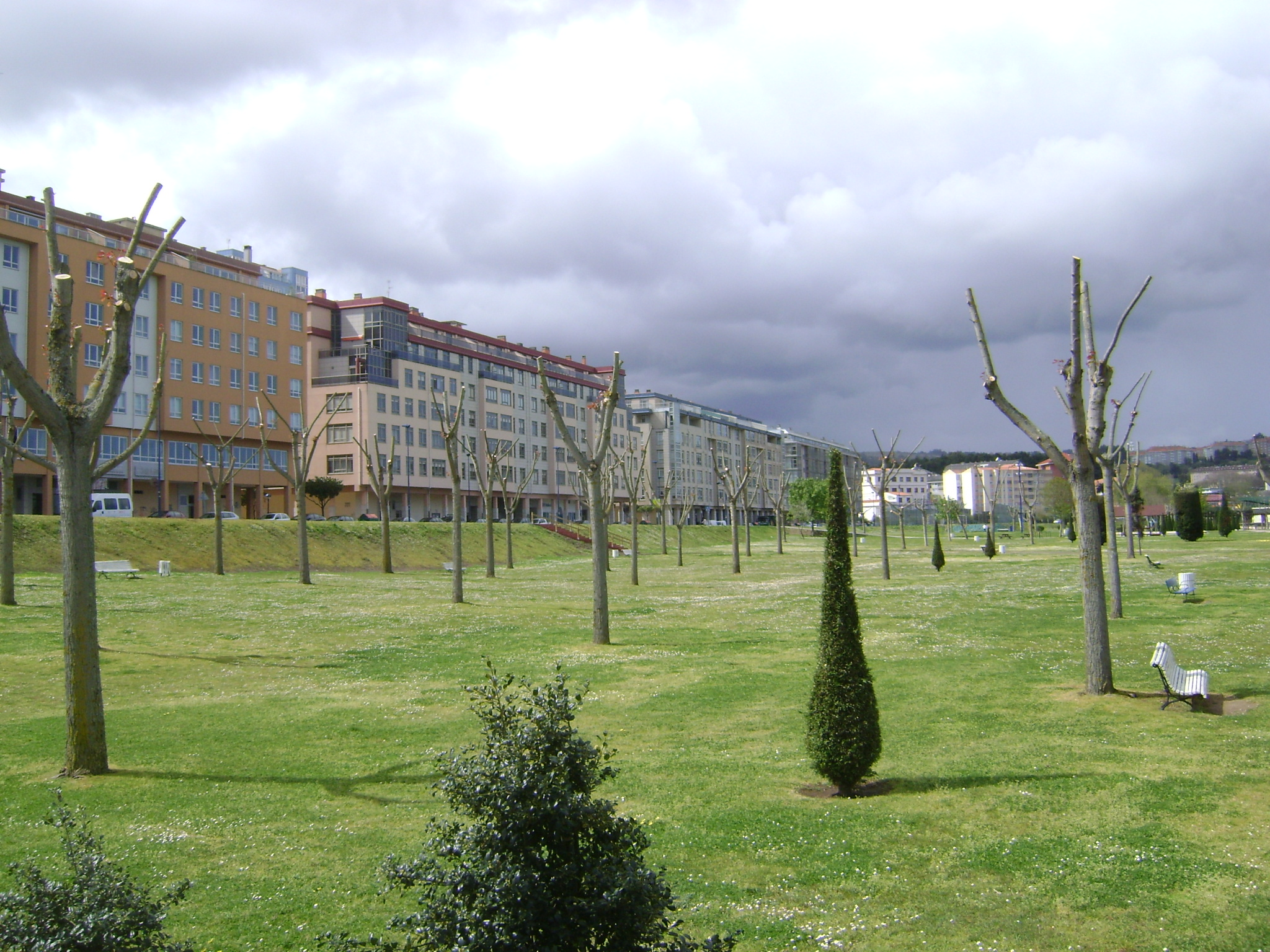
El Burgo, Culleredo se ha convertido en la última década en una ciudad dormitorio, en el contexto del área metropolitana de La Coruña, Galicia, España.

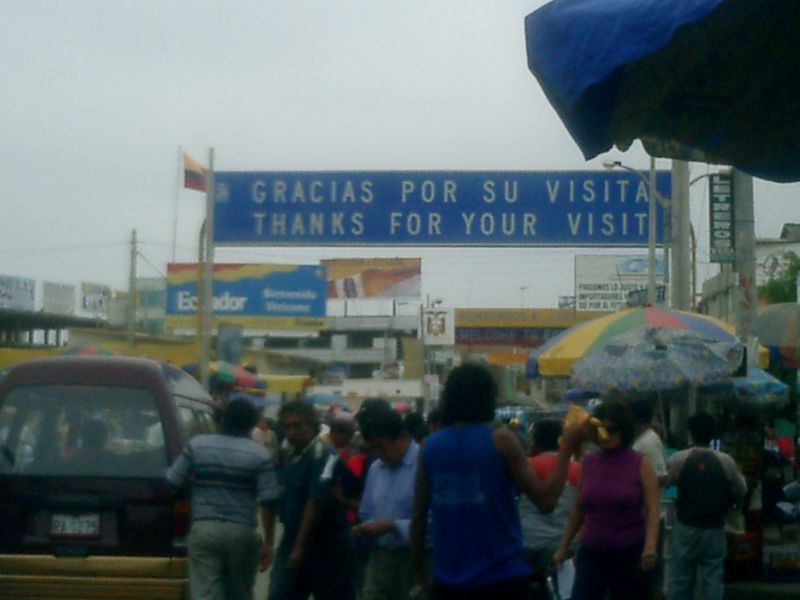
La ciudad peruana de Zarumilla se ha convertido en una ciudad dormitorio, por su proximidad a la conurbación binacional Aguas Verdes-Huaquillas (en la imagen).

Una ciudad dormitorio es una ciudad cuyos residentes normalmente trabajan en otra, aunque vivan y coman en ella. El nombre también sugiere que estas comunidades tienen poca actividad económica propia más allá de establecimientos pequeños para sus habitantes, aunque a veces pueden tener una que otra actividad de mayor envergadura.
Las ciudades dormitorio por lo general son parte del área metropolitana de una ciudad. La diferencia entre una ciudad dormitorio y un suburbio no es siempre clara. Por lo general, se considera que un suburbio se desarrolla en las áreas adyacentes a los principales centros de empleo, mientras que una ciudad dormitorio crece originalmente en una zona rural o semirrural. Esta distinción se pierde cuando el crecimiento urbano une a las dos comunidades. 
El problema de la descongestión de las grandes ciudades es solucionado mediante la creación de estas ciudades dormitorio, o también llamadas ciudades satélite. Esto anuncia la transición de la sociedad industrial a la postindustrial, orientada al ocio y al consumo. Por otra parte, esto propicia una dependencia excesiva del coche y del transporte público, ya que las principales fuentes de trabajo y de ocio están deslocalizadas. Las personas que viven en ciudades dormitorio requieren desplazarse tanto para trabajar como para obtener bienes y servicios.

## Argentina
En Argentina, en el caso del Gran Rosario, podemos enunciar el caso de Funes y Roldán, a solo 20 minutos del centro de Rosario y las ciudades de Plottier y Centenario, ciudades dormitorio de Neuquén.
Otro caso muy notorio es el Gran Buenos Aires, más del 70% de su población trabaja en la Ciudad de Buenos Aires.

## Bolivia
La ciudad de El Alto, ha sido desde su separación del municipio de La Paz, una ciudad dormitorio en el área metropolitana de dicha ciudad, aunque en su corta existencia, el municipio de El Alto ha logrado superar en cantidad la población de la sede de gobierno y desarrollar sus propios servicios.
En la región metropolitana de Kanata (Cochabamba), la gente que trabaja en la capital cochabambina suele tener sus domicilios en municipios como Tiquipaya (Apote, Chilimarca), Colcapirhua (Kami, Sumumpaya), Quillacollo (El Paso, Ironcollo, Cotapachi), Vinto (Vinto Chico) y Sacaba (Quintanilla, Huayllani).
En el área metropolitana de Santa Cruz de la Sierra, destacan Porongo (Urubó), Warnes (Valle Sánchez, Satélite Norte, Clara Chuchio), La Guardia y Cotoca.

## Colombia
Bogotá tiene el caso de municipios como Soacha, Mosquera, Facatativá, Funza, Madrid y El Rosal (al occidente), Subachoque y Cota al noroccidente además de Chía y Cajicá (al norte) y La Calera al oriente, solo por mencionar algunos, que tienen amplias unidades de vivienda y proyectos en construcción que sirven a personas que trabajan en la capital colombiana.
En Cúcuta es común que las constructoras desarrollen proyectos de vivienda en los municipios de Villa del Rosario y Los Patios (área metropolitana de Cúcuta) por el menor precio de los terrenos y por la tranquilidad que se vive en esos lugares, destacándose en este último las veredas de Corozal y Altos de Corozal. 
En Cali ocurre esto con ciudades como Jamundí, Yumbo, Candelaria.y El corregimiento Villa Gorgona.
Medellín tiene como ciudades dormitorio a Barbosa, Girardota, Bello, Sabaneta, Itagüí, Envigado, Copacabana, La Estrella, Caldas, Marinilla, El Retiro, Guarne, Rionegro,Santuario y el corregimiento de San Antonio De Prado
En la Costa Atlántica, Soledad, Malambo, Galapa, Baranoa, Santo Tomás, Sabanagrande, Sabanalarga y Puerto Colombia (Atlántico) y Sitionuevo (Magdalena) son ciudades dormitorio de Barranquilla.

## Chile
En Chile pueden citarse como ejemplos Maipú (especialmente la Ciudad Satélite), comunas residenciales del área metropolitana de Santiago (como La Florida), Quilpué y Villa Alemana respecto del Gran Valparaíso, Chiguayante respecto del Gran Concepción, Labranza respecto de Temuco y Niebla respecto de Valdivia.

## Ecuador
En Ecuador, en el caso de las ciudades de Samborondón y Daule, estas son consideradas ciudades dormitorio de Guayaquil.
Esto se debe a que la ciudad de Guayaquil ha crecido hacia el norte, impulsada por su alto desarrollo económico y urbanización. La expansión de la ciudad ha llevado a que áreas periféricas, como Samborondón y Daule, se vean influenciadas por la cercanía a Guayaquil y por la demanda de viviendas, espacios comerciales y servicios, a esta área se la denomina como La Gran Guayaquil.

## España
En España, algunos ejemplos son Hospitalet de Llobregat, Cornellá de Llobregat, Badalona, San Adrián de Besós, Sabadell, Tarrasa y Santa Coloma de Gramanet en el área metropolitana de Barcelona; Coslada, San Fernando de Henares, Móstoles, Rivas-Vaciamadrid, Arganda del Rey, Parla, Leganés, Fuenlabrada, Alcorcón, Las Rozas de Madrid, Collado Villalba, Valdemoro, Getafe, Pinto entre otros de la Comunidad de Madrid, Sopelana, Sestao, Arrigorriaga y Valle de Trápaga en Vizcaya (área metropolitana de Bilbao), Burlada y Noáin en (área metropolitana de Pamplona), Santa Cruz de Bezana en Cantabria (área metropolitana de Santander-Torrelavega), los pueblos que forman el Aljarafe, como Castilleja de la Cuesta, en Sevilla, Porriño, Mos y Salceda de Caselas en el gran Vigo (área metropolitana de Vigo) o los núcleos de O Milladoiro y Bertamiráns, pertenecientes al municipio de Ames pero relacionados con Santiago de Compostela.
En el área metropolitana de Madrid, Alcorcón es uno de los ejemplos más importantes en cuanto a la formación de una ciudad de este tipo, cuyo proceso partió en la década de 1960. Hoy, con 175 000 habitantes, se ha convertido en un centro de servicios. El Alcorcón actual debe gran parte de su fisonomía social y urbanística al espectacular crecimiento demográfico de los años 60. En 1955 tenía censados 1 370 vecinos. En 1975 eran 112 616. Hoy es la sexta ciudad de la Comunidad de Madrid, con 175 000. Otras ciudades que han pasado a cumplir esta función respecto de la capital del estado son Getafe, de 171 000 hbtes., que además se ha erigido en núcleo industrial, Leganés, de 187 000 hbtes. A pesar de esto, en los últimos años se han transformado en ciudades con servicios propios, tales como educativos (universidades) o sanitarios.
En la comunidad de Castilla-La Mancha un claro ejemplo de ciudad dormitorio está la ciudad de Guadalajara. Convirtiéndose en ciudad dormitorio del 
área metropolitana de Madrid y de Madrid. 
En el área metropolitana de Málaga, un claro ejemplo de una de estas ciudades es el Rincón de la Victoria, que debido a su proximidad con la capital se ha convertido en una ciudad dormitorio, a día de hoy con más de 40 000 habitantes.
En el área metropolitana de la Bahía de Cádiz un municipio claro ejemplo de ciudad dormitorio es Puerto Real y más concretamente la barriada del Río San Pedro, desde la construcción del puente de la Constitución.
También tenemos otros ejemplos como el de Casetas y Utebo que actúa como ciudad dormitorio de la ciudad de Zaragoza, aunque en este caso no se determina muy bien la diferencia entre ciudad dormitorio y un suburbio.
Otros ejemplos serían, Moncada y Torrente en el área metropolitana de Valencia, Maracena, Santa Fe y La Zubia (área metropolitana de Granada), Lardero y Viana en el área metropolitana de Logroño. Santa Marta de Tormes y Villamayor en el área metropolitana de Salamanca, Astigarraga, Hernani, Rentería y Urnieta en el área metropolitana de San Sebastián o Barbadás y San Ciprián de Viñas en el contexto del área metropolitana de Orense

## México
En México el 72% de la población vive en ciudades dormitorio, distribuidas en 358 localidades que son habitadas por 15 mil personas cada una, lo que aunado a una falta de planificación poblacional urbana sustentable, un ordenamiento territorial que regule el uso de suelo -de una manera sustentable y no eminentemente mercantil- y a una limitada oferta de vivienda, ha provocado el incremento poblacional de zonas marginales periféricas que carecen de servicios como agua, energía, educación, salud y oportunidades laborales, lo que implica que sus habitantes tengan que desplazarse cotidianamente hacia ciudades que subsanen estas carencias como es el caso de una parte importante de los habitantes de los municipios del Estado de México aledaños a la Ciudad de México - como lo son Ecatepec y Ciudad Nezahualcóyotl, quienes generalmente deben desplazarse a esta ciudad por motivos laborales, escolares, de salud entre otros servicios. Como alternativa a la falta de una política pública federal que permita un desarrollo urbano para construir casas cerca de centros de trabajo, expertos del Centro de Transporte Sustentable proponen el uso de espacios habitacionales mixtos, las plantas bajas activas -en donde se distribuyan comercios, espacios de ocio y esparcimiento- y las edificaciones horizontales para que la gente reduzca su necesidad de viajes cotidianos y construya así una comunidad al interior del espacio habitacional, debiéndose trabajar aún en el acercamiento de los habitantes a fuentes de trabajo cercanas, lo que debido a que el suelo y su uso es aún una mercancía de manejo libre representa el problema central a resolver para evitar los desplazamientos a ciudades vecinas.

## Paraguay
En Paraguay, debido a la gran centralización laboral existente en sus dos principales ciudades, Asunción y Ciudad del Este, tanto el área metropolitana del Gran Asunción, compuesto por ciudades como Luque, Fernando de la Mora, San Lorenzo, Lambaré, Mariano Roque Alonso, Ñemby, Capiatá, Limpio, San Antonio, Villa Elisa, Itauguá son casi en su totalidad, ciudades dormitorio; sucediendo lo mismo en el área metropolitana de Ciudad del Este, con ciudades como Hernandarias, Minga Guazú y Presidente Franco.

## Perú
Del área metropolitana de Lima, la Universidad Privada del Norte califica a los distritos de Comas, Carabayllo y San Juan de Lurigancho como «ciudades dormitorio» por ser localidades con una mayor compra de viviendas por parte de personas que trabajan en otras partes más allegadas del centro de Lima.

## Uruguay
Con respecto a Uruguay este fenómeno se comenzó a ver a mediados de los años 80' y principio de los 90' del siglo pasado en la zona costera situada al este de Montevideo, continuando hasta el día de hoy. Los balnearios que estaban en esta zona empezaron a poblarse dando forma a lo que es hoy Ciudad de la Costa y Costa de Oro. Se encuentran en estas zonas entre otros, los balnearios Barra de Carrasco, Shangrilá, San José de Carrasco, Lagomar, Solymar, Lomas de Solymar, El Pinar, Neptunia, Pinamar, Salinas, Marindia, Fortín de Santa Rosa, Villa Argentina, Atlántida, Las Toscas, Parque del Plata, La Floresta, Costa Azul, etc. Misma situación se empezó a vivir más cerca en el tiempo (fines de los 90' y principios del 2000) al oeste de la capital de Uruguay. Además de las ciudades de La Paz, Las Piedras, Progreso y Canelones en el departamento de Canelones, al norte de Montevideo.

## Venezuela
Los problemas habitacionales de las ciudades de Venezuela han motivado a que quienes trabajan en las mismas deban residir en algunos centros poblados de su periferia. Tal es el caso de la ciudad de Caracas, ciudad en la que laboran residentes de poblaciones tales como Guarenas, Guatire, Altos Mirandinos (Los Teques, Carrizal, San Antonio de los Altos, etc.), estado Vargas (Catia La Mar, Maiquetía, La Guaira, Macuto, Caraballeda, etc.) y Valles del Tuy (Charallave, Cúa, Santa Lucía, Santa Teresa, Ocumare del Tuy, etc.). También es el caso de otras ciudades como Barquisimeto, donde laboran residentes de centros poblados como Cabudare, Los Rastrojos, Río Claro, Yaritagua, Bobare, Quíbor, etc.; así como Valencia, cuyas ciudades satélites son Tocuyito, Guacara, Central Tacarigua, Güigüe, etc.